# Ljudmila Denisovová
Ljudmila Denisovová (* 6. července 1960 Archangelsk, Ruská SFSR) je ukrajinská politička ruského původu. Poté, co dvakrát zastávala funkci ministryně sociální politiky Ukrajiny, byla od března 2018 do května 2022 ombudsmankou pro lidská práva na Ukrajině.

## Životopis
Denisovová, kterou vychovala její matka Nina Ivanovna Ankudinová (* 1934) v Archangelsku, vystudovala Archangelskou pedagogickou školu (1978), Leningradskou státní univerzitu (1989) a Tavrijský institut podnikání a práva v Simferopolu (1995).

### Profesní kariéra
V letech 1979–1980 působila jako učitelka v mateřské škole v Archangelsku. Dalších devět let zastávala různé funkce u archangelského oblastního soudu. V roce 1989 se přestěhovala na Ukrajinu a stala se právní poradkyní Krymského oblastního výboru Ukrajiny (1990–1991). Od roku 1991 pracovala ve Správě důchodového fondu Autonomní republiky Krym až do roku 1998.

### Politická kariéra
V roce 1998 se Denisovová stala ministryní hospodářství a financí v krymské vládě. V ukrajinské Autonomní republice Krym působila jako ministryně hospodářství, ministryně financí a vedoucí finanční správy. V roce 2001 byla vyhlášena politikem roku. V roce 2000 byla na 24 hodin zadržena a obviněna ze zneužití moci. Denisovová uvedla, že byla perzekvována za to, že odmítla podepsat rozpočtový dokument. Tento případ byl brzy uzavřen.
V letech 2005–2014 byla Denisovová členkou strany Baťkivščyna (Blok Julije Tymošenkové). V parlamentních volbách v letech 2006 a 2007 byla zvolena poslankyní ukrajinského parlamentu.

#### Ministryně
Dne 18. prosince 2007 byla Julija Tymošenková s náskokem dvou hlasů zvolena premiérkou a vládnoucí koalici zformoval Blok Julije Tymošenkové s Blokem Naše Ukrajina – Lidová sebeobrana. Denisovová byla v této vládě zvolena ministryní práce a sociální politiky.
V říjnu 2009 se Denisovová umístila na 15. místě v žebříčku 100 nejvlivnějších žen Ukrajiny, který sestavili odborníci pro ukrajinský časopis Focus.

#### Krymské parlamentní volby 2010
Denisovová vedla volební kandidátku strany Batkivščyna v krymských parlamentních volbách v roce 2010. Batkivščyna však v Nejvyšší radě Krymu žádná křesla nezískala.

#### Ukrajinské parlamentní volby 2012
Denisovová byla v roce 2012 v ukrajinských parlamentních volbách zařazena na 38. místo volební kandidátní listiny Baťkivščiny. Do ukrajinského parlamentu byla opět zvolena.

#### Druhý ministerský post
Dne 27. února 2014 se Denisovová stala ministryní práce a sociální politiky v první vládě Arsenije Jaceňuka.
V září 2014 se Denisovová stala zakládající členkou strany Lidová fronta.
V červenci 2017 se stala vedoucí stálé delegace Ukrajiny v Organizaci černomořské ekonomické spolupráce.

#### Ukrajinské parlamentní volby 2014
V ukrajinských parlamentních volbách v roce 2014 byla Denisovová z 15. místa kandidátky Lidové fronty znovu zvolena do ukrajinského parlamentu.

#### Ukrajinská ombudsmanka pro lidská práva
Dne 15. března 2018 byla Denisovová zvolena ukrajinským parlamentem ombudsmankou pro lidská práva na Ukrajině.
V únoru 2019, po incidentu v Kerčském průlivu, kdy se dramaticky zvýšilo napětí mezi Ruskem a Ukrajinou a Federální služba bezpečnosti zadržela několik ukrajinských vojáků, se Denisovové podařilo navázat kontakt se svým ruským protějškem Taťjanou Moskalkovovou a na improvizované schůzce projednat status zraněných ukrajinských válečných zajatců. Ta se s ní předtím odmítla setkat poté, co Denisovová zahájila oficiální protest proti tomu, že nemůže navštívit přímo zraněné ukrajinské vojáky.
Dne 31. května 2022 byla ukrajinským parlamentem odvolána za to, že neumožnila vytvoření humanitárních koridorů ve válečných zónách, nezabránila deportaci Ukrajinců pod ruskou okupací do Ruska a neumožnila ochranu a výměnu válečných zajatců. Byla také kritizována za příliš podrobné popisy znásilnění. Otevřený dopis 140 aktivistů, mediálních odborníků a právníků kritizoval rétoriku jejích zpráv o sexuálních zločinech ruských sil, ale nesouhlasil s jejím odvoláním. Ve svém projevu v italském parlamentu uvedla, že její „výrazy byly někdy velmi kruté (…), ale použila jsem je způsobem, který mi navrhly samy oběti…. Ano, slovník byl velmi drsný, mluvila jsem o tom s lidmi z PR, řekla jsem, že jsem to skutečně možná přehnala. Ale snažila jsem se dosáhnout cíle přesvědčit svět, aby dodával zbraně a vyvíjel tlak na Rusko.“ K jejímu odvolání byly použity stanné pravomoci. Nevládní organizace a lidskoprávní aktivisté, včetně Opory, zpochybnili zákonnost jejího odvolání. Globální aliance národních institucí pro lidská práva a Mise OSN pro monitorování lidských práv na Ukrajině kritizovaly odvolání Denisovové, přičemž Mise OSN pro monitorování lidských práv na Ukrajině označila její odvolání za „porušení mezinárodních standardů“. Do 3. června 2022 zatím nebyl jmenován náhradník.